# Битва при Ліллі
Битва при Ліллі або Облога Лілля (фр. Poche de Lille) — битва Другої світової війни між військами союзників та Німеччини, що сталася 26 — 31 травня 1940 року під час Французької кампанії Вермахту. Тижнева облога французького міста Лілля відіграла ключову роль в успішній евакуації головних сил Британського експедиційного корпусу та частки французьких військ з району Дюнкерка. Успіх цій акції, можливо, залежав напряму від мужності французьких військ під командуванням генерала Ж.-Б.Моліні, що тримали оборону навколо Лілля.
Близько 40 000 французьких солдатів під командуванням командира 25-ї моторизованої дивізії французької армії, протистояли 7 німецьким дивізіям, майже 800 танкам та 110 000 солдатам противника й не дали їм прорватися до узбережжя Ла-Маншу, де йшло поспішне рятування британських та французьких військ.
Французькі війська билися, будучи майже повністю оточеними до останнього набою та снаряду, й іноді самі переходили в контратаки. Під час однієї з них був навіть захоплений в полон командир 253-ї піхотної дивізії генерал Кюне. По завершенню битви німецьке командування дозволило останнім учасникам боїв пройти урочистим маршем вулицями міста, віддаючи велику шану воїнам противника.